# Gulnara Bekirova
Gulnara Tasimovna Bekirova (în rusă Гульнара Тасимовна Бекирова; n. 21 februarie 1968, Melitopol, RSS Ucraineană, URSS) este o istorică, scriitoare tătară crimeeană, membră a PEN International. În activitatea sa de istoric, a fost consultantă la crearea filmului „Haytarma, istoria unei națiuni”. Ca scriitoare, a produs numeroase lucrări și cărți despre relațiile interetnice ale tătarilor crimeeni deportați și despre soarta lor sub guvernarea sovietică, ucraineană și rusă. Ea a criticat manualele rusești pentru că descriu tătarii crimeeni ca fiind inferiori și susțin stereotipurile xenofobe ale tătarilor crimeeni din epoca sovietică. În calitate de scriitoare activă pentru Radio Europa Liberă, ea a scris articole despre situația actuală din Crimeea, precum și despre rolul tătarilor crimeeni în Armata Roșie și mișcarea pentru drepturile civile a tătarilor crimeeni.
În 1994 a absolvit de la Institutul de Stat de Istorie din Moscova. În mai 2012 și-a susținut teza de doctor în științe politice la Institutul de Studii Politice și Etnonaționale I.F. Kurasa.
În 2009, Bekirova a publicat monografia „Tătarii din Crimeea. 1941—1991”, publicație ce a fost apreciată cu Premiul B.B. Choban-Zadeh. Cartea O jumătate de secol de rezistență: tătarii din Crimeea de la exil la întoarcere (1941-1991), publicată în 2017 la Kiev, a fost declarată una dintre cele mai bune cărți ale anului din Ucraina.

## Publicații
- Пів століття опору: кримські татари від вигнання до повернення (1941—1991 роки) (O jumătate de secol de rezistență: tătarii din Crimeea de la exil la întoarcere (1941-1991)). Kiev, 2017.
- Мустафа Джемилев: «На протяжении десятилетий голос крымских татар не был услышан…»: материалы к биографии, выступления, интервью (Mustafa Dzhemilev: „De zeci de ani, vocea tătarilor din Crimeea nu a fost auzită ...”: materiale pentru biografie, discursuri, interviuri), Kiev, 2014
- Крымские татары. 1941—1991 : (опыт политической истории) (Tătarii din Crimeea. 1941—1991: (experiență de istorie politică)). Simferopol, 2008.
- Крымскотатарская проблема в СССР (1944—1991) (уклад. Г. Бекирова), Сімферополь: Центр інформації та документації кримських татар (Problema tătarilor din Crimeea în URSS (1944-1991) (editat de G. Bekirov), Simferopol: Centrul de informații și documentare a tătarilor din Crimeea), 2004.
- Крым и крымские татары в XIX—XX веках: сборник статей (Crimeea și tătarii din Crimeea în secolele XIX-XX: o colecție de articole), 2005
- Роль Петра Григоренко в крымскотатарском национальном движении (Rolul lui Peter Grigorenko în mișcarea națională tătără din Crimeea) Simferopol, 2007.
- «Мы видели ад на земле…» [Текст]: к 70-летию депортации крымскотатар. народа / сост., общ ред., вступ. очерк („Am văzut iadul pe pământ ...” [Text]: la a 70-a aniversare a deportării tătarilor din Crimeea. oameni / comp., ed. generală, introducere, eseu), Kiev, 2014.

## Premii
- Premiul B. Choban-Zadeh (2009) pentru cartea „Tătarii din Crimeea. 1941—1991”